# Gerrit Pressel
Gerrit Alexander Pressel (Hamburg, 19 juni 1990) is een Duits voetballer die als middenvelder speelt.
Pressel begon bij Bramfelder SV voor hij in de jeugd van Hamburger SV terechtkwam. In januari 2011 stapte hij op huurbasis van het tweede elftal van Hamburger SV over naar Willem II. Daar debuteerde hij op 6 februari in  uitwedstrijd tegen FC Groningen (7-1 nederlaag) waarbij hij na twee gele kaarten de rode kaart kreeg.hij speelde bij willem II 6 wedstrijden en scoorde niet. Sinds 2011 keerde hij weer terug bij Hamburger SV II. Vervolgens kwam hij uit voor Holstein Kiel en Eintracht Norderstedt. Bij die laatste club kon hij medio 2015 het voetballen in de Regionalliga Nord niet meer met zijn maatschappelijke loopbaan combineren en hij sloot zich aan bij de lagere amateurclub SC Poppenbüttel. In 2016 ging Pressel voor FC Teutonia Ottensen spelen. Anno 2021 voetbalt hij, nog steeds op laag amateurniveau, voor SC Victoria Hamburg.

## Cluboverzicht
| Seizoen  | Club                  | Competitie              | Wedstrijden | Doelpunten |
| -------- | --------------------- | ----------------------- | ----------- | ---------- |
| 2008-'09 | Hamburger SV II       | Regionalliga Nord       | 15          | 1          |
| 2009-'10 | Hamburger SV II       | Regionalliga Nord       | 24          | 0          |
| 2010-'11 | Hamburger SV II       | Regionalliga Nord       | 14          | 4          |
|          | Willem II             | Eredivisie              | 6           | 0          |
| 2011-'12 | Hamburger SV II       | Regionalliga Nord       | 15          | 0          |
| 2012-'13 | Holstein Kiel         | 3. Liga                 | 22          | 0          |
| 2012-'13 | Holstein Kiel II      | Schleswig-Holstein-Liga | 3           | 0          |
| 2013-'14 | Holstein Kiel         | 3. Liga                 | 2           | 0          |
| 2013-'14 | Holstein Kiel II      | Schleswig-Holstein-Liga | 9           | 1          |
| 2014-'15 | Eintracht Norderstedt | Regionalliga Nord       | 17          | 1          |
| 2015-'16 | Eintracht Norderstedt | Regionalliga Nord       | 2           | 1          |